# 3122 플로렌스

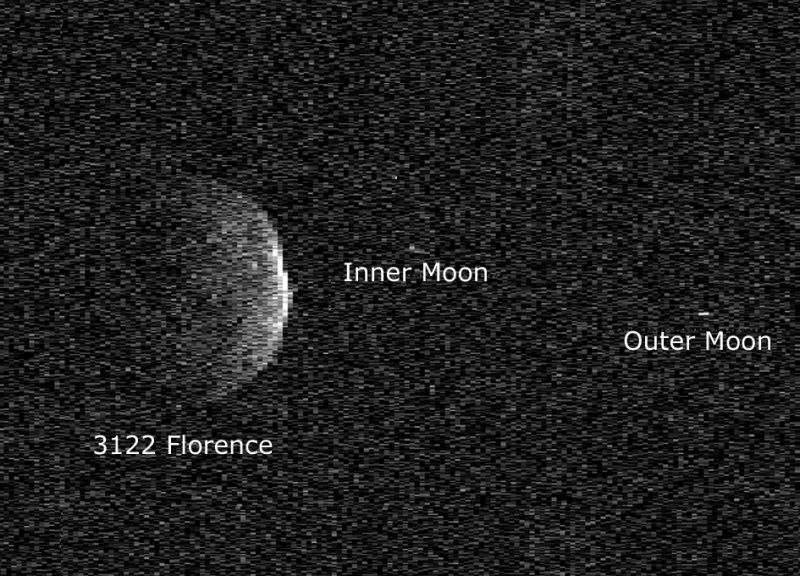
플로렌스와 두 위성

3122 플로렌스(3122 Florence)는 근지구 천체이다.
셸테 존 바비 버스가 1981년 3월 2일에 발견한 소행성이며, 임시 명칭으로 1981 ET3라는 이름을 사용했다. 그러다가 후에, 플로렌스 나이팅게일을 따서 새로 이름이 지어졌다.
2017년 9월 1일 지구에 상당히 근접통과하였다. 7,000,000km 거리에서 스쳐 지나가기에 천문학자들의 지대한 관심을 받았다.
이 소행성에는 위성이 2개 있다.